# Lahn-Eifel-Bahn
| LINT-27-Doppeltraktion als RB 38 bei Kaisersesch |                                                                          |                    |                   |
| Kursbuchstrecke (DB): | 478 (Kaisersesch–Andernach) 470 (Andernach-Koblenz) 625 (Koblenz-Gießen) |                    |                   |
| Streckenlänge: | 177 km                                                                   |                    |                   |
| Streckengeschwindigkeit: | 120 km/h                                                                 |                    |                   |
| |                                                                          |                    |                   |
| Verkehrsunternehmen | DB Regio Mitte                                                           |                    |                   |
| Bundesländer: | Rheinland-Pfalz, Hessen                                                  |                    |                   |
| Eingesetzte Triebzüge | - BR 640 - BR 643 - BR 644 - BR 648                                      |                    |                   |
| Zuglauf |                                                                          |                    |                   |
| \| \| 0 \| Kaisersesch \| Kaisersesch \| \| \| 3 \| Urmersbach \| Urmersbach \| \| \| 9 \| Monreal \| Monreal \| \| \| 17 \| Mayen West \| Mayen West \| \| \| 19 \| Mayen Ost \| Mayen Ost \| \| \| 23 \| Kottenheim \| Kottenheim \| \| \| 26 \| Thür \| Thür \| \| \| 28 \| Mendig \| Mendig \| \| \| 33 \| Kruft \| Kruft \| \| \| 37 \| Plaidt \| Plaidt \| \| \| 39 \| Miesenheim \| Miesenheim \| \| \| 43 \| Andernach \| ICE, IC, EC \| \| \| 47 \| Weißenthurm \| Weißenthurm \| \| \| 51 \| Mülheim-Kärlich \| Mülheim-Kärlich \| \| \| 60 \| Koblenz Stadtmitte \| \| \| \| 61 \| Koblenz Hbf \| ICE, IC, EC, NJ \| \| \| 65 \| Niederlahnstein \| Niederlahnstein \| \| \| 70 \| Friedrichssegen \| Friedrichssegen \| \| \| 74 \| Nievern \| Nievern \| \| \| 76 \| Bad Ems West \| Bad Ems West \| \| \| 78 \| Bad Ems \| Bad Ems \| \| \| 81 \| Dausenau \| Dausenau \| \| \| 85 \| Nassau (Lahn) \| Nassau (Lahn) \| \| \| 90 \| Obernhof (Lahn) \| Obernhof (Lahn) \| \| \| 97 \| Laurenburg (Lahn) \| Laurenburg (Lahn) \| \| \| 103 \| Balduinstein \| Balduinstein \| \| \| 106 \| Fachingen (Lahn) \| Fachingen (Lahn) \| \| \| 108 \| Diez \| Diez \| \| \| 112 \| Limburg (Lahn) \| Limburg (Lahn) \| \| \| 141 \| Weilburg \| Weilburg \| \| \| 164 \| Wetzlar \| IC \| \| \| 177 \| Gießen \| ICE \| |                                                                          |                    |                   |
| Kopfbahnhof Streckenanfang | 0                                                                        | Kaisersesch        | Kaisersesch       |
| Haltepunkt / Haltestelle | 3                                                                        | Urmersbach         | Urmersbach        |
| Haltepunkt / Haltestelle | 9                                                                        | Monreal            | Monreal           |
| Haltepunkt / Haltestelle | 17                                                                       | Mayen West         | Mayen West        |
| Bahnhof · Kopfbahnhof Streckenanfang | 19                                                                       | Mayen Ost          | Mayen Ost         |
| Haltepunkt / Haltestelle · Haltepunkt / Haltestelle | 23                                                                       | Kottenheim         | Kottenheim        |
| Haltepunkt / Haltestelle · Haltepunkt / Haltestelle | 26                                                                       | Thür               | Thür              |
| Haltepunkt / Haltestelle · Haltepunkt / Haltestelle | 28                                                                       | Mendig             | Mendig            |
| Haltepunkt / Haltestelle · Haltepunkt / Haltestelle | 33                                                                       | Kruft              | Kruft             |
| Haltepunkt / Haltestelle · Haltepunkt / Haltestelle | 37                                                                       | Plaidt             | Plaidt            |
| Haltepunkt / Haltestelle · Haltepunkt / Haltestelle | 39                                                                       | Miesenheim         | Miesenheim        |
| Kopfbahnhof Streckenende · Spitzkehrbahnhof links | 43                                                                       | Andernach          | ICE, IC, EC       |
| Haltepunkt / Haltestelle | 47                                                                       | Weißenthurm        | Weißenthurm       |
| Haltepunkt / Haltestelle | 51                                                                       | Mülheim-Kärlich    | Mülheim-Kärlich   |
| Haltepunkt / Haltestelle | 60                                                                       | Koblenz Stadtmitte |                   |
| Kopfbahnhof Streckenanfang · Bahnhof | 61                                                                       | Koblenz Hbf        | ICE, IC, EC, NJ   |
| Haltepunkt / Haltestelle · Haltepunkt / Haltestelle | 65                                                                       | Niederlahnstein    | Niederlahnstein   |
| Strecke · Haltepunkt / Haltestelle | 70                                                                       | Friedrichssegen    | Friedrichssegen   |
| Strecke · Haltepunkt / Haltestelle | 74                                                                       | Nievern            | Nievern           |
| Strecke · Haltepunkt / Haltestelle | 76                                                                       | Bad Ems West       | Bad Ems West      |
| Bahnhof · Bahnhof | 78                                                                       | Bad Ems            | Bad Ems           |
| Strecke · Haltepunkt / Haltestelle | 81                                                                       | Dausenau           | Dausenau          |
| Haltepunkt / Haltestelle · Haltepunkt / Haltestelle | 85                                                                       | Nassau (Lahn)      | Nassau (Lahn)     |
| Strecke · Haltepunkt / Haltestelle | 90                                                                       | Obernhof (Lahn)    | Obernhof (Lahn)   |
| Strecke · Haltepunkt / Haltestelle | 97                                                                       | Laurenburg (Lahn)  | Laurenburg (Lahn) |
| Strecke · Haltepunkt / Haltestelle | 103                                                                      | Balduinstein       | Balduinstein      |
| Strecke · Haltepunkt / Haltestelle | 106                                                                      | Fachingen (Lahn)   | Fachingen (Lahn)  |
| Haltepunkt / Haltestelle · Haltepunkt / Haltestelle | 108                                                                      | Diez               | Diez              |
| Bahnhof · Kopfbahnhof Streckenende | 112                                                                      | Limburg (Lahn)     | Limburg (Lahn)    |
| Haltepunkt / Haltestelle | 141                                                                      | Weilburg           | Weilburg          |
| Haltepunkt / Haltestelle | 164                                                                      | Wetzlar            | IC                |
| Kopfbahnhof Streckenende | 177                                                                      | Gießen             | ICE               |

Logo Lahn-Eifel-Bahn

Die Lahn-Eifel-Bahn ist ein Produkt des Schienenpersonennahverkehrs, die als RB 23 von Limburg an der Lahn über Koblenz und Andernach nach Mayen, als RE 25 von Gießen über Limburg nach Koblenz und als RB 38 von Andernach über Mayen nach Kaisersesch führt.
Sie verkehrt dabei über die Lahntalbahn, die linke Rheinstrecke und die Eifelquerbahn.
Sie wurde mit dem Rheinland-Pfalz-Takt 2015 zum Fahrplanwechsel im Dezember 2014 durch die Verknüpfung der Lahntalbahn mit der Pellenz-Eifel-Bahn geschaffen. Der entscheidende Vorteil dieser Konzeption besteht darin, dass für die Orte entlang der Pellenz-Eifel-Strecke bis Mayen eine umstiegsfreie Verbindung ins Oberzentrum Koblenz entsteht und gleichzeitig die Züge der Lahntalbahn den Haltepunkt Koblenz-Stadtmitte erreichen können.
Die Lahn-Eifel-Bahn war Bestandteil des Loses 1 des Dieselnetzes Eifel-Westerwald-Sieg, für das die DB Regio AG, Regio Südwest, den Zuschlag bekommen hat. Der Vertrag läuft bis Dezember 2030.

## RB 23

### Abschnitt Limburg–Koblenz

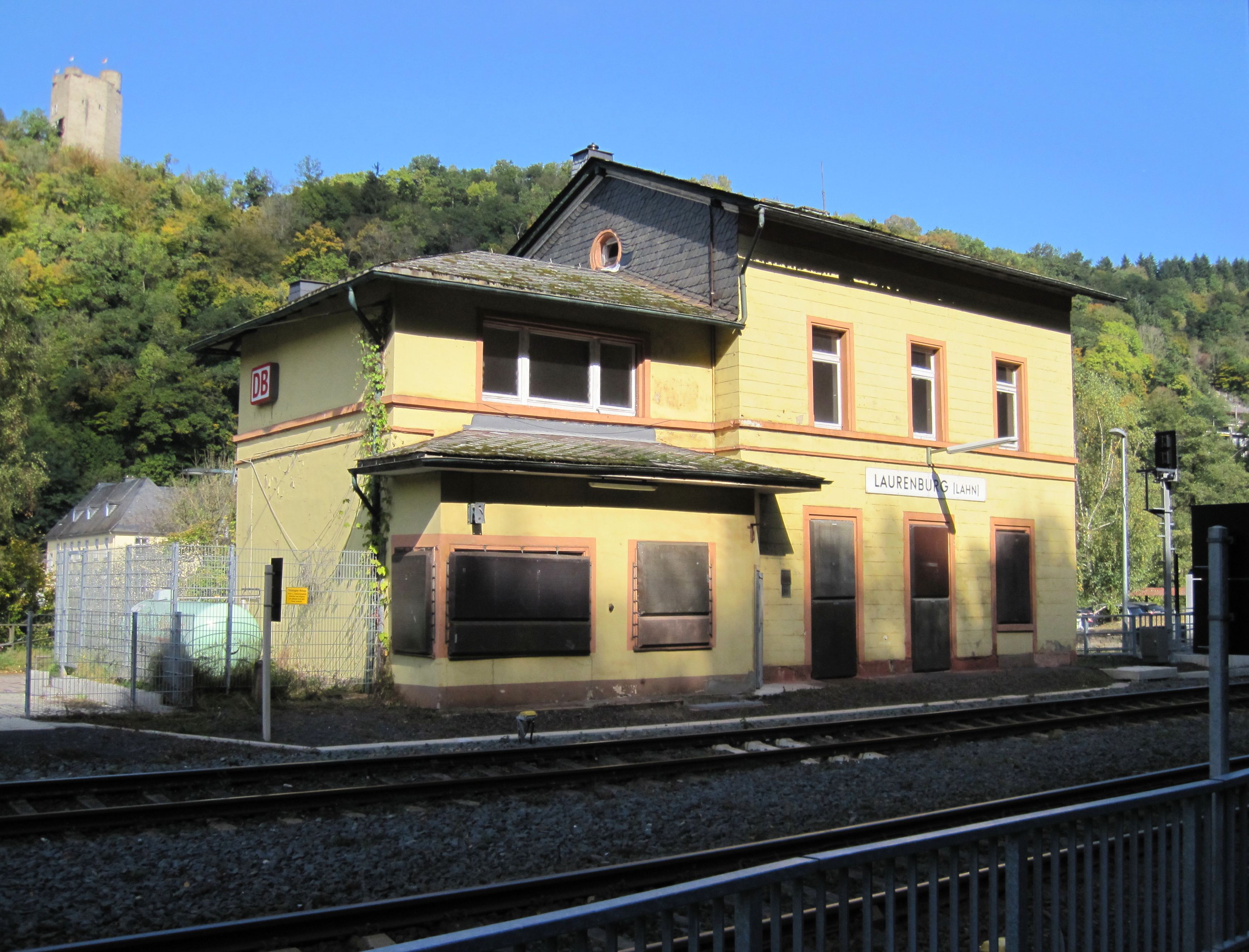
Bahnhof Laurenburg, eröffnet 1862. Architekt:Heinrich Velde

Die RB 23 verkehrt in diesem Abschnitt grundsätzlich im Stundentakt und startet zur Minute .45 in Limburg.
Montags bis freitags findet die erste Fahrt um 4:45 Uhr, samstags um 5:45 Uhr und sonntags um 6:45 Uhr statt. Der Stundentakt endet um 20:45 Uhr, danach gibt es noch Fahrten um 22:45 Uhr sowie samstags und sonntags um 23:45 Uhr.
Montags bis freitags wird das Angebot in der Hauptverkehrszeit durch Fahrten um 5:15 Uhr, 6:15 Uhr, 6:28 Uhr, 7:15 Uhr und 13:15 Uhr ab Limburg verstärkt.
Infolge von Problemen mit der Bahnsteigbelegung in Koblenz Hauptbahnhof ist es erst seit Dezember 2016 möglich, alle Züge der Lahntalbahn in Richtung Andernach in Koblenz durchzubinden.

### Abschnitt Mayen–Andernach

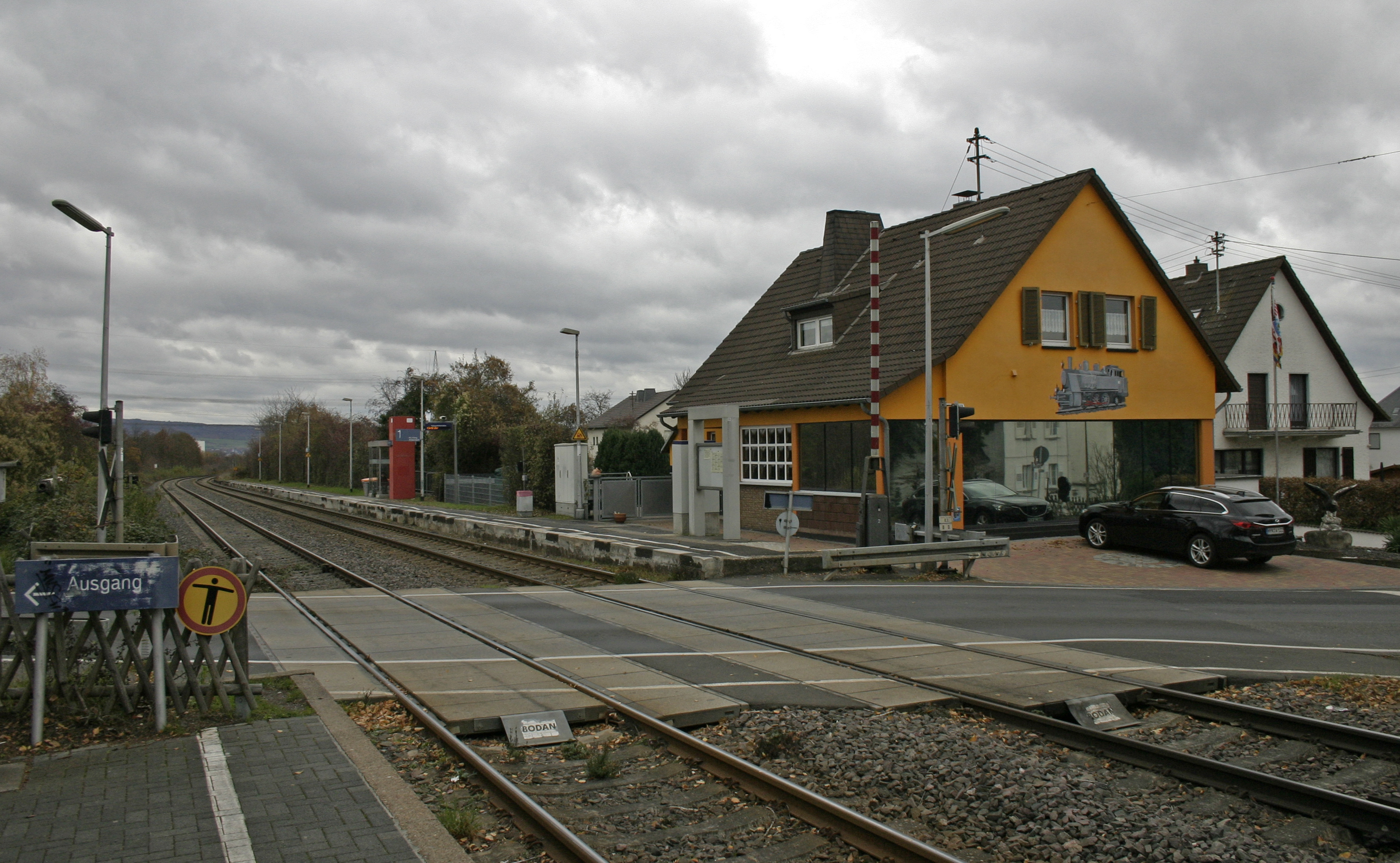
Haltepunkt Miesenheim, 2018

Die RB 23 verkehrt in diesem Abschnitt grundsätzlich im Stundentakt und startet zur Minute .52 in Koblenz Hauptbahnhof.
Die erste Fahrt beginnt um 7:52 Uhr in Koblenz und die letzte um 21:52 Uhr, freitags und sonntags gibt es eine zusätzliche Fahrt um 23:52 Uhr ab Koblenz. Montags bis freitags gibt es zudem noch eine Fahrt um 5:52 Uhr und montags bis samstags eine Fahrt um 7:21 Uhr ab Koblenz, die beide bereits in Andernach enden.
Aufgrund des Schülerverkehrs endet auch die tägliche Fahrt um 12:52 Uhr ab Koblenz bereits in Andernach.
Seit Dezember 2016 hält die RB 23 mit wenigen Ausnahmen auch in Weißenthurm.

### Abschnitt Mayen–Koblenz

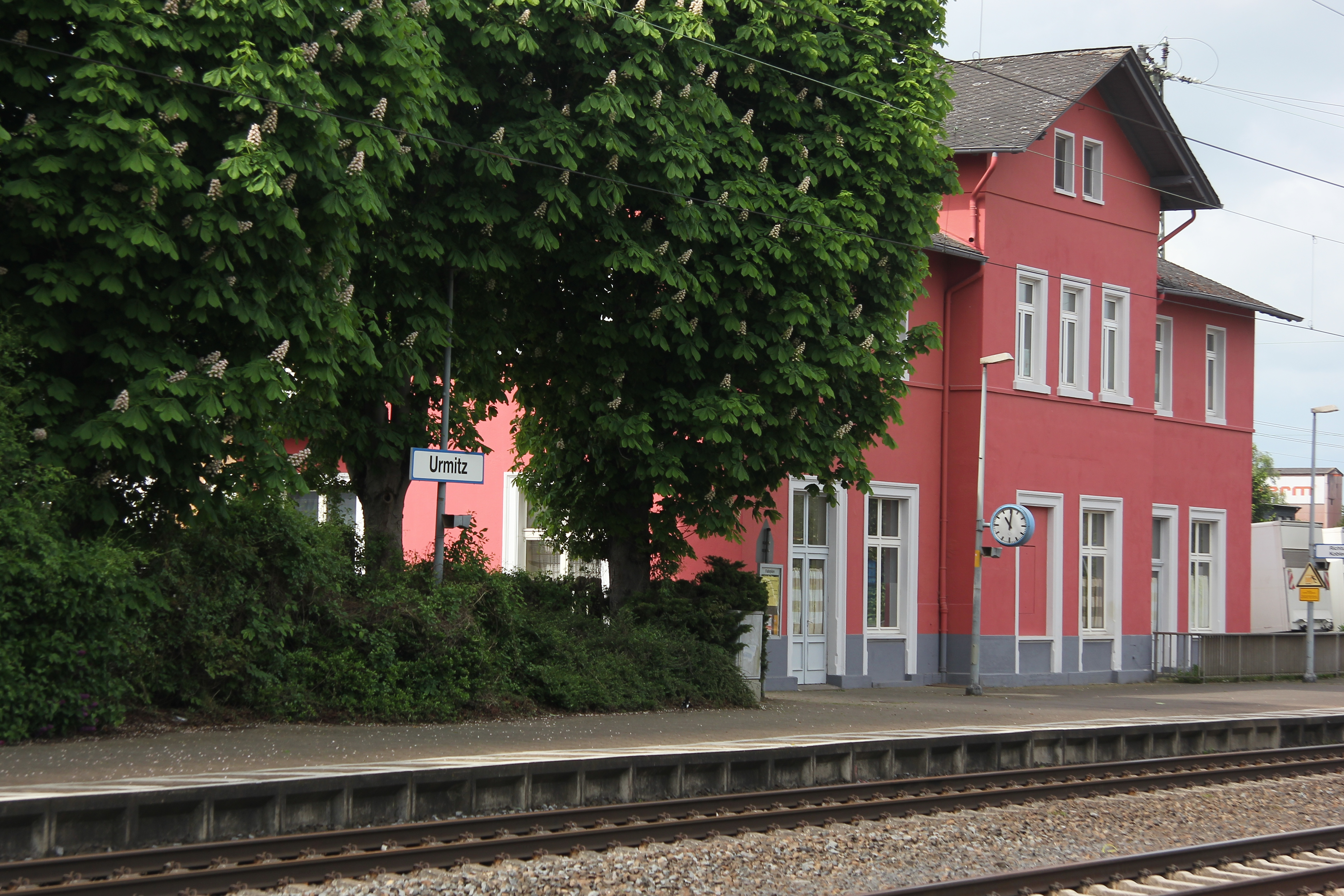
Bahnhof Urmitz

Die RB 23 verkehrt in diesem Abschnitt grundsätzlich im Stundentakt und startet zur Minute .17 in Mayen Ost.
Die erste Fahrt beginnt montags bis samstags um 5:17 Uhr sowie sonntags um 6:17 Uhr in Mayen Ost, die letzte Fahrt startet täglich um 21:17 Uhr. Die letzte Fahrt ab Andernach Richtung Limburg (Lahn) findet sonntags bis freitags um 22:48 Uhr statt. Aufgrund des Schülerverkehrs kommt es von montags bis freitags zweimal am Tag zu Taktaussetzern, so dass diese Züge erst um 7:28 Uhr bzw. 13:34 Uhr in Mayen Ost abfahren.
Als Besonderheit beginnen montags bis freitags die Fahrten um 6:17 Uhr und 7:28 Uhr ab Mayen Ost bereits in Kaisersesch sowie montags bis freitags die Fahrt um 13:34 Uhr ab Mayen Ost bereits in Mayen West. An Wochenenden endet die Fahrt seit Dezember 2018 bereits in Mayen Ost.
Anders als in der Gegenrichtung sind bereits seit Betriebsaufnahme alle Fahrten bis Limburg durchgebunden.
Mit Ausnahme der außerhalb des Taktes verkehrenden Züge wird seit Dezember 2016 auch in Weißenthurm gehalten.

### Abschnitt Koblenz–Limburg
Die RB 23 verkehrt in diesem Abschnitt grundsätzlich im Stundentakt und startet normalerweise zur Minute .09 in Koblenz Hauptbahnhof.
Montags bis freitags findet die erste Fahrt um 4:40 Uhr, samstags um 6:09 Uhr und sonntags um 7:09 Uhr statt. Der reguläre Stundentakt endet um 22:09 Uhr. Danach gibt es noch täglich außer samstags eine um 23:10 Uhr von Andernach kommende sowie samstags und sonntags eine um 0:09 Uhr in Koblenz Hauptbahnhof beginnende Fahrt. Aufgrund des Schülerverkehrs kommt es zweimal am Tag zu Taktaussetzern, so dass die Züge erst um 8:26 Uhr und 14:28 Uhr in Koblenz Hauptbahnhof abfahren.
Montags bis freitags wird das Angebot in der Hauptverkehrszeit durch Fahrten um 13:39 Uhr, 16:36 Uhr, 17:36 Uhr und 18:37 Uhr ab Koblenz Hauptbahnhof verstärkt.
Zudem gibt es seit Dezember 2015 mittags zwei Zugpaare, die nur bis Bad Ems fahren. Diese Züge fahren dann nach einer Kurzwende wieder zurück nach Koblenz. Durch diese Züge werden zwischen Koblenz Hauptbahnhof und Bad Ems zwischen 12 Uhr und 18 Uhr zusammen mit den regulären Zügen der Linien RE 25 und RB 23 (mit Koblenz-Limburg-Verstärker) durchgehend zwei Züge pro Stunde angeboten.

## RE 25

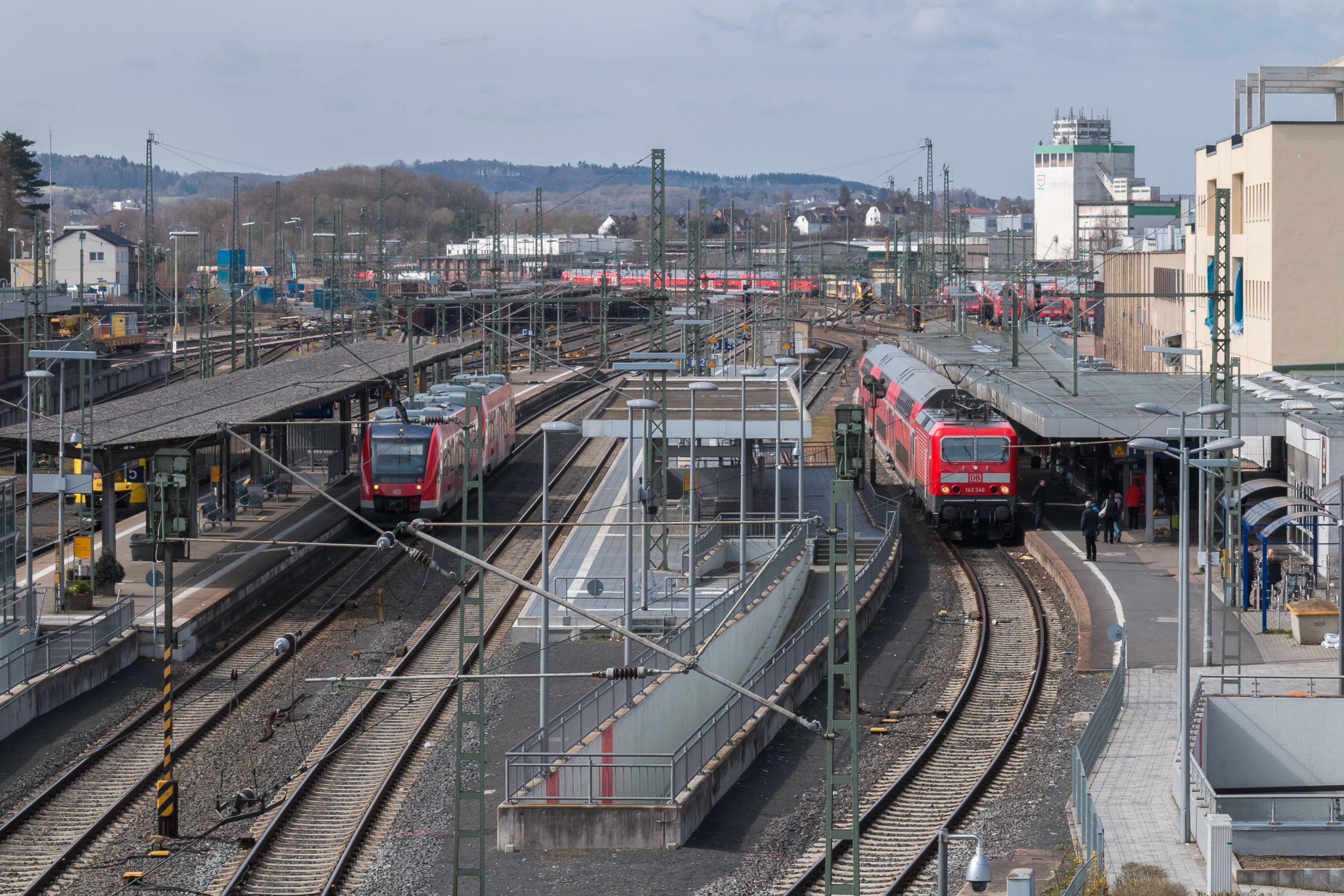
LINT 27 Doppeltraktion (links) als „Lahntalexpress“ (RE 25) Richtung Gießen im Bahnhof Limburg (Lahn)

Seit der Einführung der Lahn-Eifel-Bahn wird auch der ehemalige Lahntalexpress (RE 25) von Koblenz Hauptbahnhof nach Gießen unter diesem Namen gefahren. Diese Züge fahren täglich im Zweistundentakt und bedienen die Zwischenhalte Niederlahnstein, Bad Ems, Nassau (Lahn), Diez, Limburg (Lahn), Weilburg und Wetzlar.
Die Züge fahren jeweils in geraden Stunden zur Minute .58 in Koblenz Hauptbahnhof ab und sind so in den dortigen Nullknoten eingebunden. Die erste Abfahrt erfolgt täglich um 6:58 Uhr, die letzte um 18:58 Uhr.
In Limburg (Lahn) gibt es montags bis freitags Anschluss an den RE 20 nach sowie täglich vom RB 22 aus Frankfurt (Main) Hauptbahnhof. In Gießen besteht Anschluss an die HLB (RE 98/99) Richtung Frankfurt (Main) Hauptbahnhof, Siegen Hauptbahnhof und Kassel Hauptbahnhof sowie den Mittelhessen-Express (RB 40/41) nach Frankfurt (Main) Hauptbahnhof, Dillenburg und Treysa.
In Gegenrichtung erfolgen die Abfahrten in Gießen jeweils in ungeraden Stunden zur Minute .16, montags bis samstags zwischen 7:16 Uhr und 21:16 Uhr, sonntags zwischen 9:16 Uhr und 21:16 Uhr.

### Kritik
Vor dem Fahrplanwechsel im Dezember 2014 wurde der Lahntalexpress mit Zügen der Baureihe 612 mit aktiver Neigetechnik gefahren. Diese Züge fuhren schneller durch das kurvenreiche Lahntal.
Die nun eingesetzten Züge ohne Neigetechnik sind langsamer. Obwohl nicht mehr in Eschhofen gehalten wird, fahren die Züge in Koblenz Hauptbahnhof sechs Minuten früher ab, was zu kürzeren Umsteigezeiten führt. Durch die schlechtere Beschleunigung der Züge können Verspätungen auch nicht mehr aufgeholt werden. Zum Betriebsstart gab es zudem aufgrund von Fahrzeugenpässen noch einige Unregelmäßigkeiten im Betrieb, da Züge mit zu geringer Kapazität oder verspätet fuhren.

## RB 38

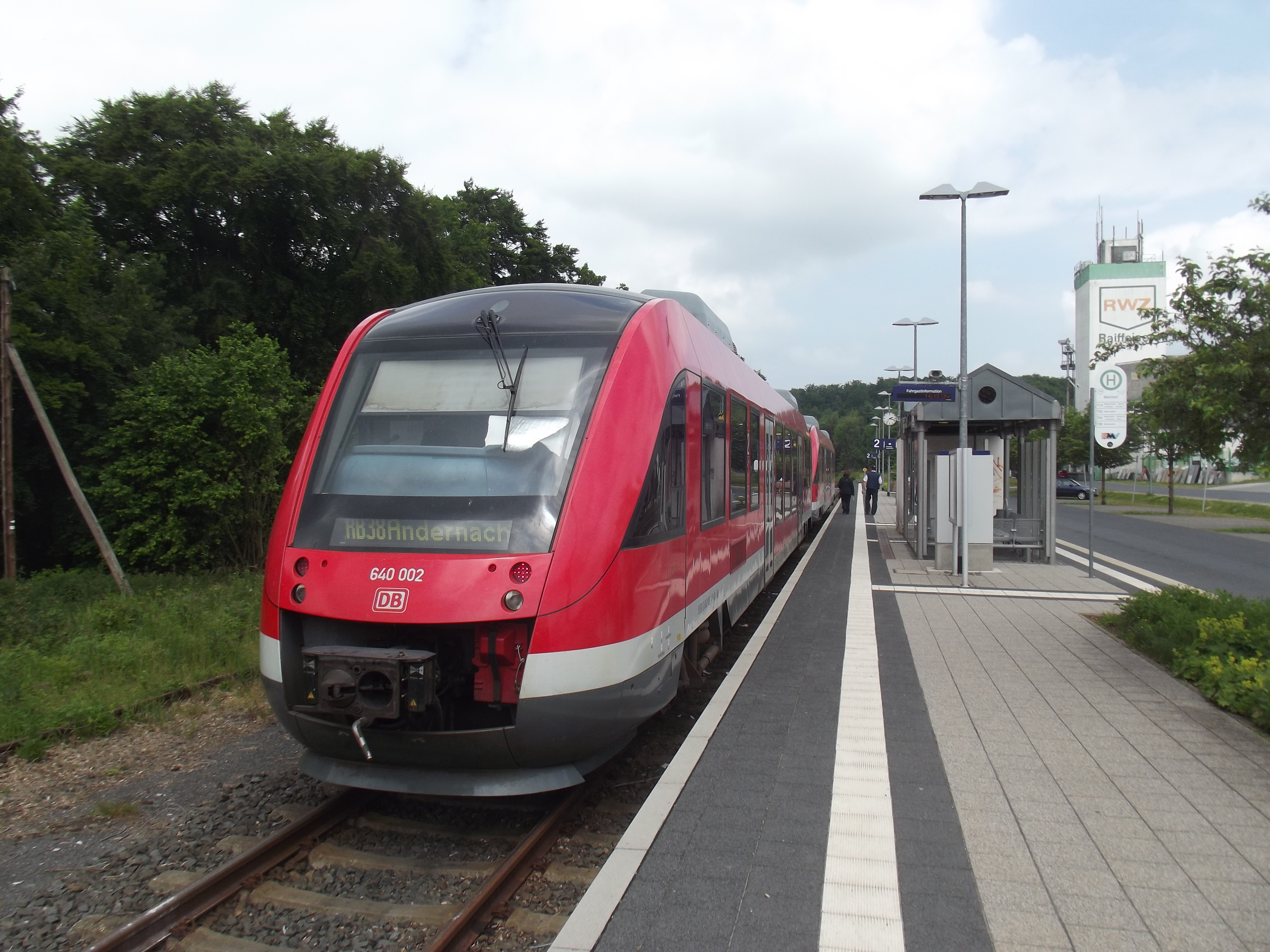
LINT 27 Doppeltraktion als RB 38 in Kaisersesch

Die RB 38 verkehrt täglich zwischen 8:28 Uhr und 12:28 Uhr sowie zwischen 14:36 Uhr und 21:36 Uhr stündlich ab Kaisersesch nach Andernach, wobei die letzte Fahrt des Tages bereits in Mayen Ost endet.
Ab Mayen Ost verkehren zusätzlich montags bis freitags Züge um 4:55 Uhr und 6:56 Uhr, sowie ab Mayen West täglich um 7:48 Uhr und 13:34 Uhr.
In Andernach beginnen die Fahrten täglich um 7:29 Uhr, zwischen 8:27 Uhr und 12:27 Uhr sowie zwischen 13:35 Uhr und 22:35 Uhr stündlich, wobei die Fahrt um 12:27 Uhr bereits in Mayen West und die Fahrt um 22:35 Uhr bereits in Mayen Ost endet. Montags bis freitags endet die Fahrt um 13:35 Uhr ab Andernach bereits in Mayen Ost.
Zusätzlich werden Fahrten ab Andernach montags bis freitags um 5:47 Uhr und 13:03 Uhr nach Kaisersesch und samstags und sonntags um 6:15 Uhr nach Mayen Ost angeboten.
Die Strecke ist zwischen Mendig und Kaisersesch eingleisig, die einzige Kreuzungsmöglichkeit besteht im Bahnhof Mayen Ost. Aufgrund der damit verbundenen Einschränkungen kann in Andernach der Anschluss entweder nur zu oder nur vom Rhein-Express sichergestellt werden. Der Fahrplan ist so gestaltet, dass morgens in Andernach der Anschluss zum und nachmittags der Anschluss vom Rhein-Express erreicht werden kann.
Die Züge kommen in Andernach in der Regel auf Gleis 3 an, werden dann umgesetzt und anschließend auf Gleis 24 für die Rückfahrt bereitgestellt, da eine Wendezeit von nur drei Minuten zu knapp wäre. Eine Ausnahme ist die Fahrt, die um 7:24 Uhr ankommt und direkt um 7:29 Uhr unter Auslassung der Halte Miesenheim und Plaidt wieder zurückfährt.

## Fahrzeuge

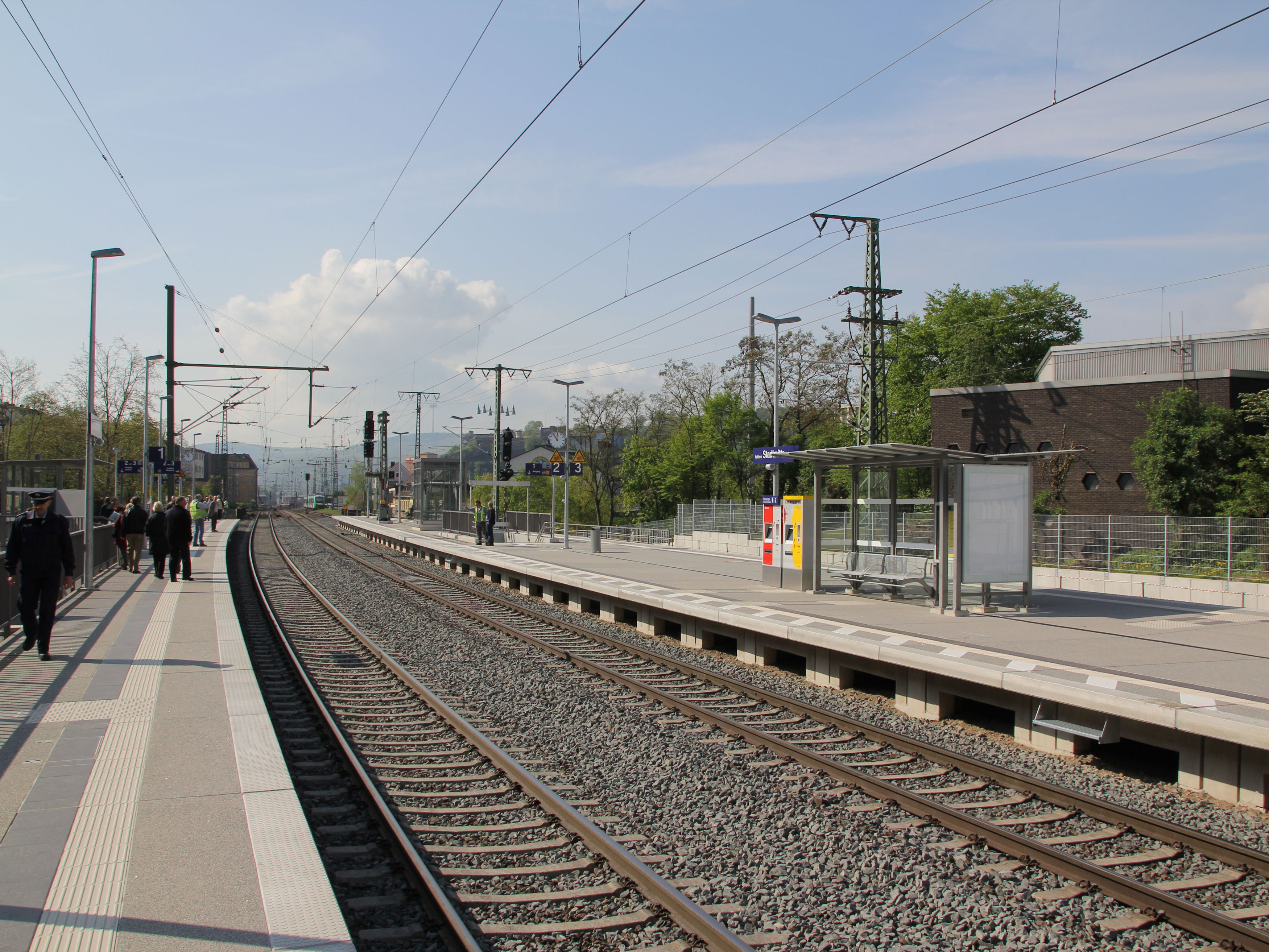
Haltepunkt Koblenz Stadtmitte

Auf der Lahn-Eifel-Bahn werden Dieseltriebwagen der Baureihen 640 (Alstom Coradia LINT 27), 643 (Bombardier Talent, dieselmechanisch), 644 (Bombardier Talent, dieselelektrisch) und 648 (Alstom Coradia LINT 41) eingesetzt.
Die Fahrzeuge der Baureihen 640 und 648 (LINT) wurden vor dem Fahrplanwechsel auf dem Netz der Dreiländerbahn eingesetzt und waren in Siegen Hauptbahnhof stationiert.
Zusätzlich werden auch Talent-Triebzüge der BR 643 eingesetzt, die bis 2014 bei der DB Regio NRW im Einsatz waren.
Seit Februar 2024 sind aufgrund des hohen Schadstandes der Fahrzeuge zusätzlich neben den dieselmechanischen Talent-Triebzügen der BR 643 auch noch dieselelektrische Talent-Triebzüge der BR 644 im Einsatz.
Alle Fahrzeuge verfügen in der ersten Klasse über Sitzplätze mit Tischen, in der zweiten Klasse verfügen einzelne Fahrzeuge außerdem über Klapptische. Jedes Fahrzeug hat ein barrierefreies WC und ein (Baureihe 640 und 644) bzw. zwei (Baureihen 643 und 648) Mehrzweckabteile. Zur Sicherheit werden alle Züge videoüberwacht (Ausnahme: Baureihe 644). Zusätzlich fährt in allen Zügen ab 19 Uhr ein Zugbegleiter mit.
Die Züge fahren im normalen Betrieb meist in Einfachtraktion. Zur Hauptverkehrszeit werden einige Fahrten auch in Doppeltraktion gefahren. Die Triebwagen der Baureihe 640 verkehren auch im normalen Betrieb häufig in Doppeltraktion.
Ab 2024 sollte auf der Lahn-Eifel-Bahn ein mehrjähriger Testbetrieb mit drei Wasserstoffzügen starten. Dies wäre dann der erste Betrieb von mit Wasserstoff angetriebenen Zügen im rheinland-pfälzischen Schienenpersonennahverkehr gewesen. Der Zweckverband SPNV Nord hat Anfang 2023 einen Projektabbruch für den Probebetrieb mit Wasserstofffahrzeugen veranlasst, nachdem die erwarteten Kosten für den Probebetrieb aus dem Ruder gelaufen sind. Gegenüber der Schätzung von 2021 sind die Kosten um 80 % gestiegen und liegen damit nicht mehr im vertretbaren Projektbudget.

## Tarife

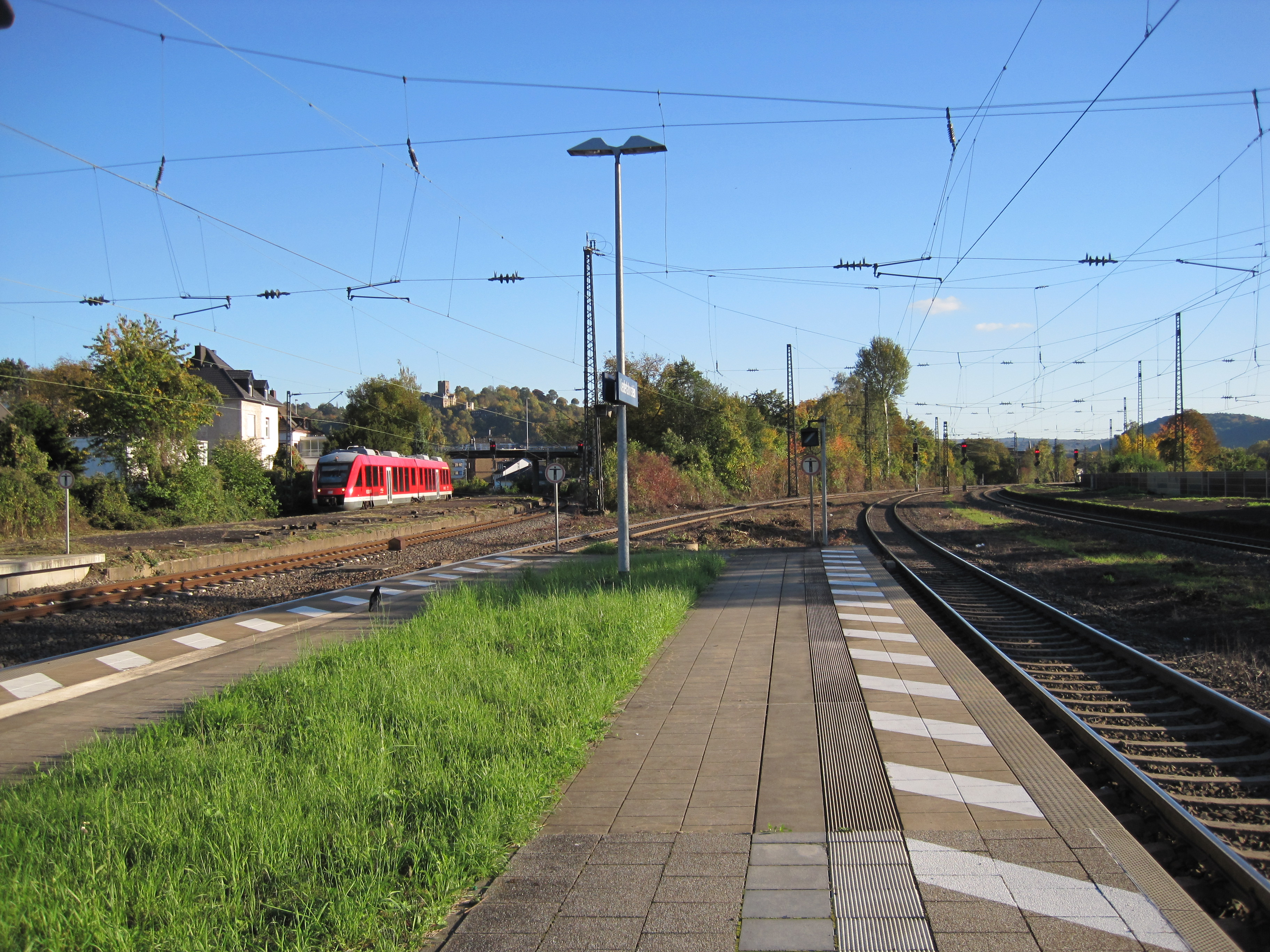
Bahnhof Niederlahnstein

Zwischen Kaisersesch und Diez gilt der Tarif des Verkehrsverbundes Rhein-Mosel (VRM). Die gültigen Ländertickets für Rheinland-Pfalz, das Rheinland-Pfalz-Ticket sowie das Rheinland-Pfalz-Ticket + Luxemburg gelten bis Limburg, ebenso kann bei Umstieg in die Züge der Unterwesterwaldbahn oder Westerwald-Sieg-Bahn der in Hessen liegende Abschnitt bis Elz Süd bzw. bis Wilsenroth mit den Rheinland-Pfalz-Tickets durchfahren werden.
Zwischen Limburg und Gießen gilt der Tarif des Rhein-Main-Verkehrsverbundes (RMV) sowie das Hessenticket.
Das Quer-durchs-Land-Ticket gilt auf der gesamten Lahn-Eifel-Bahn.